# Les Mensonges du cœur
 (juillet 2025).
Si vous disposez d'ouvrages ou d'articles de référence ou si vous connaissez des sites web de qualité traitant du thème abordé ici, merci de compléter l'article en donnant les références utiles à sa vérifiabilité et en les liant à la section « Notes et références ».
 (mai 2024).
La mise en forme du texte ne suit pas les recommandations de Wikipédia : il faut le « wikifier ».
Les points d'amélioration suivants sont les cas les plus fréquents. Le détail des points à revoir est peut-être précisé sur la page de discussion.
- Les titres sont pré-formatés par le logiciel. Ils ne sont ni en capitales, ni en gras.
- Le texte ne doit pas être écrit en capitales (les noms de famille non plus), ni en gras, ni en italique, ni en « petit »…
- Le gras n'est utilisé que pour surligner le titre de l'article dans l'introduction, une seule fois.
- L'italique est rarement utilisé : mots en langue étrangère, titres d'œuvres, noms de bateaux, etc.
- Les citations ne sont pas en italique mais en corps de texte normal. Elles sont entourées par des guillemets français : « et ».
- Les listes à puces sont à éviter, des paragraphes rédigés étant largement préférés. Les tableaux sont à réserver à la présentation de données structurées (résultats, etc.).
- Les appels de note de bas de page (petits chiffres en exposant, introduits par l'outil «  Source ») sont à placer entre la fin de phrase et le point final[comme ça].
- Les liens internes (vers d'autres articles de Wikipédia) sont à choisir avec parcimonie. Créez des liens vers des articles approfondissant le sujet. Les termes génériques sans rapport avec le sujet sont à éviter, ainsi que les répétitions de liens vers un même terme.
- Les liens externes sont à placer uniquement dans une section « Liens externes », à la fin de l'article. Ces liens sont à choisir avec parcimonie suivant les règles définies. Si un lien sert de source à l'article, son insertion dans le texte est à faire par les notes de bas de page.
- La présentation des références doit suivre les conventions bibliographiques. Il est recommandé d'utiliser les modèles {{Ouvrage}}, {{Chapitre}}, {{Article}}, {{Lien web}} et/ou {{Bibliographie}}. Le mode d'édition visuel peut mettre en forme automatiquement les références.
- Insérer une infobox (cadre d'informations à droite) n'est pas obligatoire pour parachever la mise en page.

Pour une aide détaillée, merci de consulter Aide:Wikification.
Si vous pensez que ces points ont été résolus, vous pouvez retirer ce bandeau et améliorer la mise en forme d'un autre article.
Les Vœux de Vidya
Les Mensonges du cœur (डोली अरमानों की en hindi, translittéré en Doli Armaanon Ki, « Le palanquin de rêve ») est une série télévisée indienne en 482 épisodes de 22 minutes, diffusée entre le 2 décembre 2013 et le 25 septembre 2015 sur Zee TV. Elle aborde différents thèmes dont la violence conjugale, les relations maritaux, l'éducation des enfants, le divorce et même le viol.
Dans les pays francophones, elle a été pour la première fois diffusée en 2018 sur Zee Magic.

## Synopsis
C'est l'histoire d'Urmi, fille de la classe moyenne, que ses parents ont donné en mariage au très riche Samrat Singh Rathore. Arrivée dans son nouveau foyer, elle se heurte bientôt à la personnalité toxique de son mari, ainsi qu'à la jalousie de sa belle-mère Shashikala. Les deux premières saisons explorent sa vie en tant qu'épouse de Samrat puis mère de son enfant, Shaurya.
La 3e saison, elle, raconte la vie de l'héroïne en tant que divorcée puis en tant que nouvelle mariée. Puis enfin, la quatrième saison, marquée par une écart de 20 ans, conclue son histoire tout en introduisant celui de son fils et de sa fiancée, Diya.

### Saison 2
5 ans plus tard. Urmi est devenu mère. Son fils, Shaurya, a pris tous les caractères hautains de son père, et ne jure que par lui.
Quand Garjan, l'oncle préféré et le seul d'ailleurs de Samrat leur rend visite, Urmi attire tout de suite son attention. Il décide alors de secrètement la coacher, pour enfin tenir tête à son mari et sa belle-mère. Toutefois les humiliations ne s'arrêtent pas, et la jeune femme finit même un soir battue par son mari. 
Après le départ de Garjan, les deux protagonistes semblent apparemment s'être réconciliés et vivre une relation conjugale stable. Maïs il s'avère plus tard que ce n'était qu'une façade de Samrat qui, n'ayant pas du tout changé, va jusqu'à cocufier Urmi. Le jour où celle-ci le découvre, elle décide de divorcer.
Bientôt Urmi ne tarde pas à découvrir que la vie d'une femme au bord du divorce, n'est pas du tout facile, ce surtout si son ex-mari est une personnalité influente à qui tous ceux pour qui l'ont demanderait du travail réponde à ses quatre volontés. C'est à ce moment qu'elle rencontre le couple Tiwari qui, bien que strict au début, lui offrent un toit et la traite elle et Shaurya, plus tard comme étant membres de leur famille.
Ayant appris pour la séparation d'Urmi et Samrat, Ishan revient à Mumbai, décidée à prendre le parti d'Urmi et de mettre toutes ses compétences d'avocat pour l'aider à divorcer et prendre définitivement la garde de son fils. Alors que Shashikala se fait escroqué toute la fortune de Samrat, celui-ci n'est pas au bout de ses surprises quand il est témoin de sa défaite au procès. Fou de rage, il met alors le feu au nouveau domicile d'Urmi, celui des Tiwari. On ne le découvrira certes que plus tard, mais aucun mort ni blessé n'est signalé à la suite de cette tentative d'assassinat et rien que pour ça, Samrat est condamnée à huit années de prison ferme.

### Saison 3
8 ans plus tard. Urmi mène sa vie de mère célibataire, avec Ishan comme soutien moral. Entre-temps, Samrat sort de prison, complètement ruinée.
Après qu'Ishan lui est déclarée sa flamme et demandé sa main, Urmi ainsi que Shaurya sont amenés dans sa famille pour les fiançailles. Et bien que tout le monde semble apprécier sa compagne, Damini, la mère d'Ishan, ne se fait toujours pas à l'idée d'avoir une divorcée en tant que belle-fille. Manipulée par sa belle-sœur, Sandhya, elle se prend en aversion pour Urmi, jurant ne jamais la laisser faire partie de sa vie.
Pendant ce temps, Taani, la sœur d'Ishan, revient dans la maison familiale avec son nouveau fiancé qui n'est nulle autre que Samrat. Dès lors, les anciens mariés sont obligés de vivre sous le même toit en tant que futurs beaux-frères. Avec la complicité de sa belle-mère puis sa mère, Samrat tente à plusieurs reprises de ruiner la relation d'Urmi et Ishan, en vain. Car grâce à leur amour, les deux jeunes gens finissent par se marier, consommer leur union et même attendre un enfant. 
Dans le climax, Samrat, sujet à un chantage d'Urmi, tend un piège à la jeune femme pour la tuer dans un incendie. Malheureusement, les choses ne se passent pas comme prévu, étant donné qu'Ishan est venu à la rescousse d'Urmi à temps et qu'à la place, c'est lui qui s'est retrouvé bloqué accidentellement dans sa voiture, alors sur le point d'exploser. Par pure bonté, Ishan parvient à le sauver in-extremis, mais meurt en héros, ce le jour même de son anniversaire. Réalisant son erreur, Samrat demande pardon à tous, même si cela ne l'empêche pas de mettre fin à ses jours. Entre-temps, Damini qui avait commencé à apprécier Urmi, se remet à la détester quand celle-ci a pris la décision de pardonner au meurtrier de son fils.

### Saison 4
20 ans plus tard.Urmi vit toujours chez les Sinha. Elle travaille comme propriétaire d'une ONG qui lutte pour le droit de la femme. Outre ses conflits familiaux avec sa fille, Ishaani, et sa belle-mère Damini qui lui tiennent en partie responsables de la mort d'Ishan, elle vit une vie épanouie.
Son fils, Shaurya, maintenant adulte et responsable, travaille comme journaliste, en binôme avec Diya, une fille téméraire qui ne craint pas le danger quand il s'agit de dénicher des informations. Le jour où elle se fait violer par des agresseurs, c'est Urmi et Shaurya qui prennent sa défense auprès de la société, et se battent pour que justice lui soit rendu. S'apercevant que son fils est amoureux d'elle sans même s'en rendre compte, la protagoniste décide de les marier, bien que sa belle-mère soit contre l'idée qu'une femme souillée fasse partie de sa famille.
Au fil du temps, Shaurya et Diya se rendent compte de l'amour qu'ils se vouent l'un à l'autre, et se battent ensemble, main dans la main, pour exposer les véritables coupable du viol. Entre-temps, Ishaani découvre le côté obscur de sa grand-mère et ses intentions de s'en prendre à Urmi dans un avenir proche. À la suite d'une vive confrontation, elle se fait malheureusement séquestré, tandis qu'à la place de sa mère, c'est Diya qui est victime de l'accident.
Dans le climax, Damini est exposée devant tout le monde. Après s'être fait arrêtée par la police, elle s'évade quelques jours plus tard, déterminée à tuer tout le monde. Mais finalement, c'est elle qui meurt de la main de Urmi qui sauve ainsi sa famille.

## Distribution

### Personnages principaux
- Neha Marda (Saisons 1-3 dans le rôle d'Urmi Samrat Singh Rathore (Saisons 1-2) /Sinha (Saisons 3-4)– La fille aînée de Saroj et Devi ; La sœur de Gaurav et Anushka ; La cousine de Trisha ; L'ex-femme de Samrat ; La veuve d'Ishaan ; La mère de Shaurya et Ishaani 
  - Manasi Salvi dans le role d'Urmi en saison 4
- Mohit Malik (Saisons 1-3) dans le rôle de Samrat Singh Rathore – Le fils cadet de Shashikala et Rudra ; Le frère de Diwaker et Aditi ; Le cousin de Rashmi ; L'ancien meilleur ami d'Ishaan ; L'ex-mari d'Urmi ; Le mari de Taani ; Le père de Shaurya
- Vibhav Roy (Saisons 2-3) dans le rôle d'Ishaan Sinha – Fils d'Anirudh et Damini ; frère de Taani et Ratti ; demi-frère de Rohit et Neharika ; ex-meilleur ami de Samrat ; deuxième mari d'Urmi ; père d'Ishaani ; beau-père de Shaurya 
  - Siddharth Arora dans le rôle d'Ishan en saison 1
- Kunal Karan Kapoor dans le rôle de Shaurya Samrat Singh Rathore/Sinha- Fils d'Urmi et Samrat ; beau-fils d'Ishaan ; demi-frère d'Ishaani ; cousin de Mandira et Chiku ; mari de Diya
  - Mitansh Gera dans le rôle de l'enfant Shaurya en saison 2
  - Yash Pandey dans le rôle de Shaurya en saison 3
- Neha Sargam dans le rôle de Diya Tiwari Singh Rathore/Sinha (Saison 4) – la fille de M. Tiwari ; La femme de Shaurya

### Personnages antagonistes
- Kamya Panjabi dans le rôle de Damini Sinha (Saison 3-4)
- Nalini Negi dans le rôle d'Ishaani Sinha (Saison 4)
- Parvati Sehgal dans le rôle de Taani Sinha Singh Rathore (Saison 3)
- Geeta Tyagi dans le rôle de Shashikala Singh Rathore
- Shashwita Sharma dans le rôle de Sandhiya Sinha (Saison 3)
- Aadesh Chaudhary / Harsh Vashisht dans le rôle d'Amrit Singh Chauhan – le mari d'Aditi

### Personnages secondaires
- Jeetendra Trehan dans le rôle de Rudra Singh Rathore – le frère de Garjan ; le mari de Shashikala ; Diwakar, le père de Samrat et Aditi ; Grand-père de Mandira et Shaurya
- Gaurav Rana dans le rôle de Diwakar Singh Rathore – le fils aîné de Shashikala et Rudra ; Le frère de Samrat et Aditi ; le cousin de Rashmi ; le mari de Kanchan ; Le père de Mandira
- Vibhuti Thakur dans le rôle de Kanchan Singh Rathore – l'épouse de Diwakar ; La mère de Mandira
- Saachi Tiwari dans le rôle de Mandira Singh Rathore – la fille de Diwakar et Kanchan ; La cousine de Shaurya
- Ragini Gakhar dans le rôle d'Aditi Singh Rathore Chauhan – la fille de Shashikala et Rudra ; Diwakar et la sœur de Samrat ; le cousin de Rashmi ; L'épouse d'Amrit
- Anupam Shyam dans le rôle de Garjan Singh Rathore – le frère de Rudra ; Diwakar, l'oncle de Samrat et Aditi
- Jayant Rawal dans le rôle de Devi Singh – Le fils de Gayatri ; Le mari de Saroj ; Le père de Gaurav, Urmi et Anushka ; Le grand-père de Shaurya, Chiku et Ishaani
- Anjali Mukhi dans le rôle de Saroj Singh – la sœur de Nirmala ; l'épouse de Devi ; La mère de Gaurav, Urmi et Anushka ; Grand-mère de Shaurya, Chiku et Ishaani
- Amita Udgata dans le rôle de Gayatri Singh – la mère de Devi ; Gaurav, la grand-mère d'Urmi et d'Anushka ; L'arrière-grand-mère de Shaurya, Chiku et Ishaani
- Mehendi Jain dans le rôle d'Anushka « Anu » Singh – La fille cadette de Saroj et Devi ; La sœur de Gaurav et Urmi ; La cousine de Trisha
- Hemant Thatte dans le rôle de Gaurav Singh – Le fils de Saroj et Devi ; Le frère d'Urmi et Anushka ; L'ex-mari de Rashmi ; Le mari d'Asha ; Le père de Chiku
- Sameeksha Sud dans le rôle d'Asha Singh – la deuxième épouse de Gaurav ; La mère de Chiku
- Kunal Jaisingh / Shashank Sethi dans le rôle de Chiku Singh – le fils d'Asha et Gaurav ; Le cousin de Shaurya et Ishaani
- Snigdha Srivastava dans le rôle de Trisha Singh (saison 1 uniquement) – la fille de Nirmala et de M. Singh ; la cousine d'Urmi, Gaurav et Anushka
- Avinash Wadhawan dans le rôle d'Anirudh Sinha - le veuf d'Anita ; le mari de Damini ; Le père de Rohit, Neharika, Ishaan, Taani et Ratti ; Arjun, le grand-père de Niyati et Ishaani ; Le beau-grand-père de Shaurya

## Anecdotes
- L'actrice principale, Neha Marda, a dû être remplacé dans la quatrième saison parce que son physique ne correspondait plus à son personnage, plus âgée et mure.
  - Manasi Salvi est choisi pour incarner Urmi à sa place.
- La plupart des acteurs ont joué dans le feuilleton des années 2000, Les Vœux de Vidya. C'est le cas notamment de :
  - Kamya Penjabi qui y jouait le rôle de Sindoora Aniket Singh
  - Mohit Malik qui y jouait Bharat Aniket Singh dans la saison 2
  - Rajesh Balwani qui y jouait le rôle d'Aniket
  - Harsh Vashisht qui y jouait Rajeev Shukla
- Le personnage d'Urmi et sa famille maternelle sont les seuls à demeurer dans le feuilleton du début à la fin.
- Le personnage de Taani, la deuxième épouse de Samrat et accessoirement sa veuve, disparait de l'intrigue à partir de la saison 4, sans donner de nouvelles.